# Aeroporto Internazionale Bandaranaike
L'Aeroporto Internazionale Bandaranaike è un aeroporto situato a Katunayake, a 35 km dalla città di Colombo, in Sri Lanka. L'aeroporto è hub per la compagnia aerea dello Sri Lanka SriLankan Airlines (compagnia di bandiera).